# Aire d'attraction de Pamiers
L'aire d'attraction de Pamiers est un zonage d'étude défini par l'Insee pour caractériser l’influence de la commune de Pamiers sur les communes environnantes. Publiée en octobre 2020, elle se substitue à l'aire urbaine de Pamiers, qui comportait 29 communes dans le dernier zonage qui remontait à 2010.

## Définition
L’aire d’attraction d'une ville est composée d’un pôle, défini à partir de critères de population et d’emploi ainsi que d’une couronne constituée des communes dont au moins 15 % des actifs travaillent dans le pôle. Le pôle d’attraction constitue ainsi un point de convergence des déplacements domicile-travail,.

## Type et composition
L’aire d'attraction de Pamiers est une aire intra-départementale qui comporte 52 communes en Ariège.
Elle est catégorisée dans les aires de moins de 50 000 habitants, une catégorie qui regroupe 16,6 % de la population d'Occitanie et 12,2 % au niveau national.

### Carte

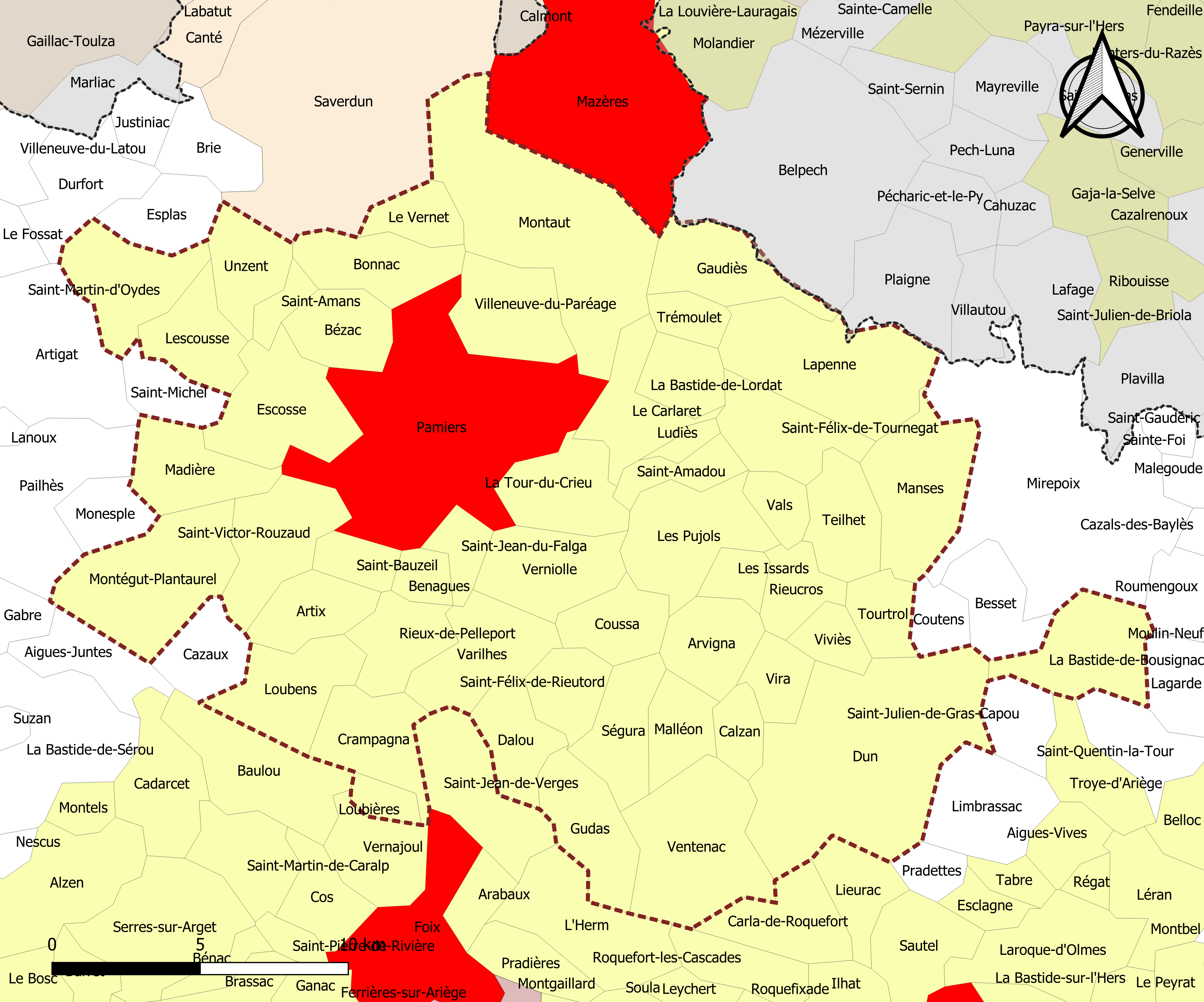
Carte de l'aire d'attraction de Pamiers.
Commune-centre
Commune de la couronne

### Composition communale
| Catégorie               | Département | Communes | Communes |
| Catégorie               | Département | Nombre   | Libellé |
| ----------------------- | ----------- | -------- | --- |
| Commune-centre          | Ariège      | 1        | Pamiers. |
| Communes de la couronne | Ariège      | 51       | Artix, Arvigna, La Bastide-de-Bousignac, La Bastide-de-Lordat, Benagues, Bézac, Bonnac, Calzan, Le Carlaret, Coussa, Crampagna, Dalou, Dun, Escosse, Gaudiès, Gudas, Les Issards, Lapenne, Lescousse, Loubens, Loubières, Ludiès, Madière, Malléon, Manses, Montaut, Montégut-Plantaurel, Les Pujols, Rieucros, Rieux-de-Pelleport, Saint-Amadou, Saint-Bauzeil, Saint-Félix-de-Rieutord, Saint-Félix-de-Tournegat, Saint-Jean-du-Falga, Saint-Martin-d'Oydes, Saint-Victor-Rouzaud, Ségura, Teilhet, La Tour-du-Crieu, Tourtrol, Trémoulet, Unzent, Vals, Varilhes, Ventenac, Le Vernet, Verniolle, Villeneuve-du-Paréage, Vira, Viviès. |